# Platysenta persicola
Platysenta persicola är en fjärilsart som beskrevs av Embrik Strand 1921. Platysenta persicola ingår i släktet Platysenta och familjen nattflyn. Inga underarter finns listade i Catalogue of Life.